# صانعو التطبيقات المحمولة
تسمح تطبيقات "صانعو التطبيقات المحمولة" بإنشاء تطبيقات محمولة (والتي تسمى اختصارا بالإنجليزية Portable Apps). وعادة ما تتم من خلال تقنيات التطبيق الافتراضي من أجل إنتاج تلك البرامج. 

## صانعو التطبيقات المحمولة
لا توجد حاجة لاستخدام برنامج وكيل أو برنامج عميل عنج استخدام التطبيقات التالية (لذا تسمى أيضًا حلول " بدون وكيل "): 
- BoxedApp - أداة المطور Packer [1]
- Cameyo - اداة التطبيق الافتراضي (مجاني للاستخدام الشخصي) [2]
- Ceedo
- Enigma - Virtual Box - تطبيق المحاكاة الافتراضية لنظام Windows [3]
- JauntePe - صانع البرامج المحمولة المجاني [4]
- Evalaze - اداة التطبيق الافتراضي [5]
- InstallFree Bridge (لا يبدو متاحًا منذ الاستحواذ بواسطة شركة Watchdox في ديسمبر 2012)
- LANDesk اداة التطبيقات الافتراضية
- PortableApps.com
- Turbo Studio (كان اسمه سابقًا: Spoon Studio و Xenocode Virtual Application Studio)
- برنامج VMware ThinApp (كان اسمه سابقًا: Thinstall)

## برامج ذات صلة
- AIX 6.1 نظام تشغيل من إنتاج شركة IBM
- سيتريكس XenApp
- جافا ويب ابدأ
- AppImage (يعمل على لينكس)
- تطبيق Microsoft-V
- موجوباك
- سندبوإكسي
- Symantec Endpoint Virtualization Suite
- سيستانسيا
- ويندوز تو جو
- بدون تثبيت (Linux)